# Darkness on the Edge of Town
Darkness on the Edge of Town is het vierde studioalbum van Bruce Springsteen, dat werd uitgebracht op 2 juni 1978. In Nederland bleef het album 21 weken lang in de Album Top 100 staan en behaalde het goud.
Hoewel Darkness on the Edge of Town minder enthousiast werd ontvangen dan zijn voorganger, Born to Run, waren de recensies veelal positief. Critici prezen de liedteksten en de volwassen thema's waarover Springsteen zong. Onder zowel de recensenten als de liefhebbers wordt het samen met Born to Run als de het beste beschouwd . Tijdens liveoptredens brengt Springsteen nog regelmatig nummers van het album ten gehore.

## Nummers
Alle nummers zijn geschreven door Bruce Springsteen.

| Nr. | Titel                  | Duur |
| --- | ---------------------- | ---- |
| 1.  | Badlands               | 4:03 |
| 2.  | Adam Raised a Cain     | 4:32 |
| 3.  | Something in the Night | 5:11 |
| 4.  | Candy's Room           | 2:51 |
| 5.  | Racing in the Street   | 6:53 |

| Nr. | Titel                        | Duur |
| --- | ---------------------------- | ---- |
| 1.  | The Promised Land            | 4:33 |
| 2.  | Factory                      | 2:17 |
| 3.  | Streets of Fire              | 4:09 |
| 4.  | Prove It All Night           | 3:56 |
| 5.  | Darkness on the Edge of Town | 4:30 |

## Bezetting

### The E Street Band
- Bruce Springsteen – zang, gitaren, harmonica
- Roy Bittan – piano, achtergrondzang
- Clarence Clemons – saxofoon, achtergrondzang
- Danny Federici – orgel, glockenspiel
- Garry Tallent – basgitaar
- Steven Van Zandt – slaggitaar, achtergrondzang
- Max Weinberg – drums

### Productie
- Geproduceerd door Jon Landau & Bruce Springsteen
- Steven Van Zandt – productieassistent
- Jimmy Iovine – geluidstechnicus, mixage
- Thom Panunzio – assistent-technicus
- Chuck Plotkin – mixage
- Mike Reese – mastering
- Frank Stefanko – fotografie

## The Promise: The Darkness on the Edge of Town Story
In het najaar van 2010 werd er een verzamelbox uitgebracht onder de titel The Promise: The Darkness on the Edge of Town Story. De verzamelbox bevatte drie cd's en drie dvd's. Op de eerste cd stond een geremasterde versie van Darkness on the Edge of Town. Op de andere twee cd's stonden 21 niet eerder uitgebrachte nummers die waren geschreven en/of opgenomen tijdens de studiosessies voor Darkness on the Edge of Town. Op een van de dvd's stond een documentaire, The Promise: The Making of Darkness on the Edge of Town, op de andere twee stonden liveoptredens.
De twee cd's met de nieuwe nummers werden ook los van de verzamelbox verkocht onder enkel de naam The Promise. Deze werd later ook op lp uitgebracht.
In 2012 won de verzamelbox de Grammy Award voor Best Boxed or Special Limited Edition Package.

### The Promise-nummers
Alle nummers zijn geschreven door Bruce Springsteen, tenzij anders aangegeven.

| Nr. | Titel                                                                | Duur |
| --- | -------------------------------------------------------------------- | ---- |
| 1.  | Racing in the Street '78 (Andere songtekst en arrangement)           | 6:50 |
| 2.  | Gotta Get That Feeling                                               | 3:19 |
| 3.  | Outside Looking In                                                   | 2:18 |
| 4.  | Someday (We'll Be Together)                                          | 5:38 |
| 5.  | One Way Street                                                       | 4:20 |
| 6.  | Because the Night (geschreven door Patti Smith en Bruce Springsteen) | 3:25 |
| 7.  | Wrong Side of the Street                                             | 3:36 |
| 8.  | The Brokenhearted                                                    | 5:19 |
| 9.  | Rendezvous                                                           | 2:39 |
| 10. | Candy's Boy                                                          | 4:39 |

| Nr. | Titel                                                     | Duur |
| --- | --------------------------------------------------------- | ---- |
| 1.  | Save My Love                                              | 2:38 |
| 2.  | Ain't Good Enough for You                                 | 4:03 |
| 3.  | Fire                                                      | 4:09 |
| 4.  | Spanish Eyes                                              | 3:50 |
| 5.  | It's a Shame                                              | 3:16 |
| 6.  | Come On (Let's Go Tonight) (Eerdere versie van "Factory") | 2:20 |
| 7.  | Talk to Me                                                | 4:21 |
| 8.  | The Little Things (My Baby Does)                          | 3:18 |
| 9.  | Breakaway                                                 | 5:32 |
| 10. | The Promise                                               | 5:54 |
| 11. | City of Night (bevat hidden track "The Way")              | 7:07 |